# 渥美講談塾
渥美講談塾は1997年11月に、渥美剛治、渥美雅子夫妻により設立された講談の普及とボランティア活動を目的とした千葉県千葉市のアマチュア講談師集団。
設立当初より、講談界の重鎮である宝井琴梅 、宝井琴嶺が指導している。
塾生は１０代から９０代までの男女で、各自芸名（高座名）を持っている。
塾長は師匠の琴梅にちなんで渥美矢梅（ヤバイ）。

## 主な活動
ボランティア活動として、高齢者施設や地域の集会所への出前講談を始め、稲毛未来寄席などの地域寄席を定期的に開催している。また、夏には長野県の白馬村を拠点とし、県内の高齢者施設で巡業出前講談を行っている。
また、海外で暮らす日系人 への出前講談を企画し、今までにブラジル、パラグアイ、米国などで海外公演を行った。
黒門町本牧亭を最後に定席がなくなったプロの講談師のために、塾生がダイアップ企画し、花見川寄席、大手町講談寄席、講談たっぷり会などの地域寄席を開催している。
所在地　
千葉県千葉市中央区中央３－１７－２　ライオンビル３階

## 来歴
1997年11月　宝井琴梅、宝井琴嶺を招き授業を開始。
1998年11月　第一回発表会　以降、毎年秋に発表会を開催している。
2004年1月　宝井琴梅とともに渡伯し、サンパウロ、リオデジャネイロにて出前講談を行う。
2005年3月　アメリカのＪＡＡニューヨーク日系人会、ロサンゼルス敬老引退者ホームにて出前講談を行う。
2006年7月　サンパウロ新聞創刊60周年記念事業 の「日本の話芸・講談の集い」に参加し、カンピーナス、サンパウロで出前講談を行い、パラグアイ日本人移住70周年記念事業にて、アスンシオンで出前講談を行う。
2008年2月　日本人ブラジル移住百周年記念式典に参加し、ベレン、リンス、マリリア、ロンドリーナ、マリンガにて出前講談を行う。
2008年、2009年　中国には日本でもおなじみの『三国志演義』『水滸伝』『金瓶梅』等を題材とする「評弾」（ピータン）という独自の講談があることから、宝井琴梅の企画により相互に日中双方の演者(講談師）が訪日、訪中して日中講談競演公演が開催され、塾生も北京公演に出演した。　　　
2009年9月　ブラジルのトメアス、マナウスで開催されたアマゾン入植８０周年記念式典に参加後、トメアス、ベレンにて出前講談を行う。
2012年5月　アメリカのＪＡＡニューヨーク日系人会にて出前講談を行う。
2014年9月　東日本大震災で津波による甚大な被害を受けた宮城県南三陸町の仮設住宅の集会所にて出前講談を行う。